# Fuad Shukr
Fuad Shukr, a volte scritto Fouad Shukar, noto anche come Al-Hajj Mohsen o Mohsen Shukr (Al Nabi Shith, 15 aprile 1961 – Haret Hreik, 30 luglio 2024), è stato un generale libanese di Hezbollah dall'inizio degli anni '80. Per oltre quattro decenni, fu una delle principali figure militari del gruppo e fu un consigliere militare della guida spirituale Hassan Nasrallah.

## Biografia
Secondo i servizi segreti israeliani, Shukr fu una figura chiave nel trasferimento in Libano dei sistemi missilistici a lunga gittata di fabbricazione iraniana largamente impiegati da Hezbollah e ritenuto anche di aver avuto un ruolo di primissimo piano negli attentati del 1983 alla caserma di Beirut in cui morirono 241 militari statunitensi, 58 francesi e 6 civili. Il Dipartimento di Stato degli Stati Uniti d'America lo classificò come terrorista nel 2013.
Il 30 luglio 2024 fu ucciso in un attacco aereo israeliano a Haret Hreik, motivato come rappresaglia per la sua presunta responsabilità nell'attacco con lancio di razzi su Majdal Shams di tre giorni prima, in cui rimasero uccisi 12 bambini.